# Siamak Ebrahimi
Siamak Ebrahimi (Persisch: سیامک ابراهیمی;) (geb. 1983  in Ardabil, Iran) ist ein iranischer Filmregisseur und Fotojournalist. Als Enkel des Dichters und Gelehrten Rajab Ebrahimi arbeitete er in verschiedenen Bereichen wie Nachrichtenfotografie und Kino  und erhielt zahlreiche internationale Auszeichnungen. Er hat einen Bachelor-Abschluss in Architektur und einen Master-Abschluss in Filmregie von der Mimar Sinan Universität der Schönen Künste in der Türkei.

## Fotografie
Siamak Ebrahimi arbeitete über vierzehn Jahre als Fotojournalist bei internationalen und regionalen Ereignissen. Er dokumentierte Ereignisse wie die iranischen Atomverhandlungen (P5+1) und Konflikte im Nahen Osten, einschließlich Irak, Afghanistan, Syrien und Ukraine. Derzeit arbeitet er für die US-amerikanische Nachrichtenagentur ZUMA Press.
Er hat verschiedene Workshops im Bereich der Dokumentarfotografie veranstaltet. Einer seiner bedeutendsten Workshops war der „Spezialworkshop für Dokumentarfotografie“, der bei den Teilnehmern auf große Resonanz stieß.

## Film
Ebrahimi hat mehrere Filme gedreht. Sein bekanntester Film, I Zohreh, wurde in einer einzigen Einstellung gedreht und zeigt die letzten Stunden im Leben einer iranischen Sportlerin vor ihrer Emigration. Dieser Film nahm an zahlreichen internationalen Festivals teil und erhielt mehrere Auszeichnungen:
- Bester Spielfilm beim Simfest Festival in Rumänien.[3]
- Erfolgreiche Teilnahme am Durban International Film Festival in Südafrika.[4]

Er hat auch andere Filme wie Dar Kaj und Mahtab inszeniert, die beide bei internationalen Festivals zahlreiche Auszeichnungen erhielten.

## Ausstellungen und Auszeichnungen
Im Laufe seiner Karriere hat Ebrahimi an verschiedenen Ausstellungen teilgenommen und mehrere Preise im Bereich Fotografie gewonnen:
- Ebrahimi war Kurator der Gruppenausstellung „Monolog“ in der Shenakht Gallery, in der Werke von Hossein Amini, Mitra Samavaki, Sareh Sarlak, Mahsa Azimi, Mostafa Kazemi Motlagh und Mohammad Ali Najib präsentiert wurden.[5]
- Er gewann drei Auszeichnungen beim 10. Doorbin.net-Fotofestival. Er belegte den ersten Platz in den Kategorien „Wirtschaft“ und „Kultur und Kunst“ sowie den dritten Platz in der Kategorie „Politik“.[6]

## Auswanderung
Nach der Veröffentlichung des Films ''Ich, Zohreh'' wurde Ebrahimi von Sicherheitskräften verhaftet. Nach seiner Freilassung entschied er sich, den Iran zu verlassen.
Während seiner Inhaftierung arbeitete er am Film Bi Forough mit der Schauspielerin Tina Akhoundtabar, der aufgrund seiner Auswanderung unvollendet blieb.

## Mitgliedschaften
- Mitglied der International Federation of Journalists
- Mitglied des Verbands der iranischen Pressefotografen
- Mitglied des iranischen Journalistenverbands
- Mitglied von Reporter ohne Grenzen
- Mitglied des Verbands ausländischer Medien in der Türkei